# Reedsville (Wisconsin)
Reedsville es una villa ubicada en el condado de Manitowoc en el estado estadounidense de Wisconsin. En el Censo de 2010 tenía una población de 1.206 habitantes y una densidad poblacional de 371,32 personas por km².

## Geografía
Reedsville se encuentra ubicada en las coordenadas 44°9′8″N 87°57′4″O / 44.15222, -87.95111. Según la Oficina del Censo de los Estados Unidos, Reedsville tiene una superficie total de 3.25 km², de la cual 3.24 km² corresponden a tierra firme y (0.32%) 0.01 km² es agua.

## Demografía
Según el censo de 2010, había 1.206 personas residiendo en Reedsville. La densidad de población era de 371,32 hab./km². De los 1.206 habitantes, Reedsville estaba compuesto por el 90.46% blancos, el 0% eran afroamericanos, el 2.07% eran amerindios, el 0% eran asiáticos, el 0% eran isleños del Pacífico, el 6.47% eran de otras razas y el 1% pertenecían a dos o más razas. Del total de la población el 7.79% eran hispanos o latinos de cualquier raza.